# Chartreuse de Monichusen
La chartreuse Notre-Dame-de Monichusen, en néerlandais : Monnikhuizen, en latin : Domus Monachorum  et Domus Gelria , est une ancienne chartreuse qui était située dans les bois de Klarenbeek, aux environs d'Arnhem, province de Gueldre, aux Pays-Bas.

## Histoire
Il existe déjà une petite communauté en 1335, mais la fondation par le duc Renaud II de Gueldre et son épouse Éléonore d’Angleterre a lieu en 1342. L’initiative provient probablement de la chartreuse de Cologne. Les constructions commencées, en 1342, ne sont pas achevées quand Renaud meurt, mais sa veuve continue son œuvre et les autres ducs de Gueldre se montrent aussi des protecteurs des chartreux, de sorte que cette Maison devient très opulente. L’incorporation dans l’ordre des chartreux se fait en 1343. Les chartreuses de Coblence, Cologne et Trèves contractent en 1350 une pia confederatio ou confraternité avec Monichusen.
En 1355, la guerre civile oblige les moines à se répartir dans d'autres lieux plus surs avec l'autorisation du chapitre général, jusqu'en 1359. La chartreuse connait ensuite pendant près de deux siècles une vie monastique assez prospère au point de vue spirituel et même économique. La plus grande prospérité de la communauté se situe sous le priorat du célèbre écrivain Henri Eger de Calcar. Gérard Groote, savant théologien, se fait ordonner diacre, se met à prêcher et fonde diverses congrégations. Elle joue un rôle important dans l’histoire de la Devotio moderna et de la communauté des Frères de la Vie Commune. Le successeur d’Henri de Calkar, Henri Kenemadius de Coesfeld, continue cette influence.
Dans le courant du XVe siècle, treize moines font des études aux universités de Paris, Cologne, Heidelberg, Louvain et Erfurt.
Le duc Arnoud vient chercher du repos à la chartreuse. Charles d'Egmont donne aux chartreux de riches domaines en échange de l'argent comptant que ceux-ci lui avaient procuré.
En 1572, lors de la révolte des Pays-Bas contre les Espagnols, les chartreux de Monichusen, n'étant plus en sûreté dans leur monastère, louent en ville une maison qu'ils occupent jusqu'à ce qu'ils en achètent une dans Ketelstraat. La communauté accueille des moines de Zierikzee, Amsterdam et Delft. En 1578, Les religieux se retirent dans le Brabant et en Allemagne.
Le 31 mai 1580, les biens ecclésiastiques sont confisquées par le stadhouder, protestant, Jean de Nassau et la cour de Gueldre, et retirés à la gestion des religieux. Les bâtiments de la chartreuse d'abord loués, sont  voués à la destruction et deviennent des ruines. En janvier 1581, il n'en reste plus rien. 
Les propriétés sont divisées entre de nombreux acquéreurs. Rachetée par la famille Huygens au début du XVIIe siècle.

## Prieurs
Le prieur est le supérieur d'une chartreuse, élu par ses comprofès ou désigné par les supérieurs majeurs. 
D'après De Backer :
- Christianus (†1361).
- 1365 : Laurentius
- 1368-1373 : Henri Eger de Calcar.
- 1373-1378 : Henri de Coesfeld (†1410), profès de Monichusen, auteur
- 1409-1423 :  Alphardus de Hollandia (†1432) prieur d'abord à Erfurt, puis à Monichusen, auteurs de sermons.
- 1421-1427 : Henri de Hesse de Oldendorp (†1427), recteur de l'université de Cologne et de Heidelberg, auteur d'ouvrages théologiques et de sermons.
- Gérard Spronck de Haarlem, recteur de l'université de Louvain en 1450.
- ~1585 : Andries Loot

## Nécropole
L'église de la chartreuse reçoit les dépouilles mortelles de Guillaume de Gulik, duc de Gueldre (†1402) et celles de son épouse, Catherine de Bavière (en) et aussi le tombeau de Renaud IV (†1423) et du comte Charles d'Egmont (†1538).